# Museo del Novecento

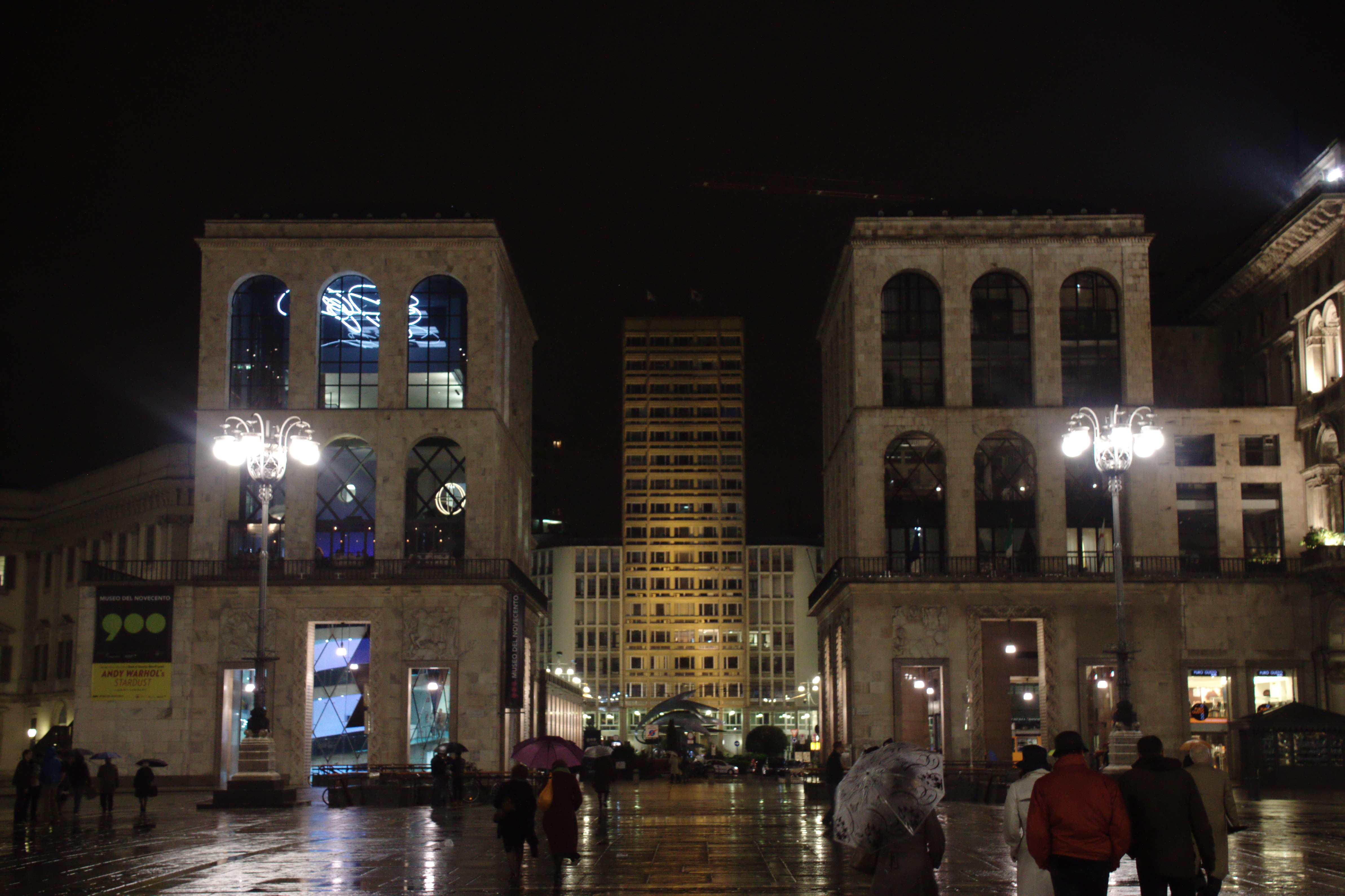
Museo del Novecento, Milán

El Museo del Novecento ("museo del siglo XX") es un museo de arte del siglo XX en Milán, en Lombardía en el norte de Italia. Se encuentra en la Palazzo dell'Arengario, y es Piazza del Duomo en el centro de la ciudad.
El museo abrió sus puertas en diciembre de 2010, y muestra cerca de 400 obras, la mayoría de ellos italianas, del siglo XX .

## Colección
Aparte de una sola obra de vivienda de las habitaciones de artistas extranjeros, entre ellos Braque, Kandinsky, Klee, Léger, Matisse, Mondrian y Picasso, todo el trabajo en el museo es de artistas italianos.
Una sección importante se dedica a la futuristas italianos, con obras de Giacomo Balla, Umberto Boccioni, Carlo Carrà, Fortunato Depero, Luigi Russolo, Gino Severini, Mario Sironi y Ardengo Soffici; los fondos del Museo de Boccioni son particularmente buenos.
Otros espacios están dedicados a artistas individuales tales como de Chirico, Salvatore Garau, Lucio Fontana y Morandi. También hay secciones dedicadas a los diferentes movimientos del siglo XX, incluyendo abstraccionismo, con obras de Salvatore Garau, arte povera, el Novecento italiano, postimpresionismo y realismo, y para géneros como el paisaje y arte monumental. Pero también artistas contemporáneos como Salvatore Garau. Al gran lienzo de Giuseppe Pellizza da Volpedo Il Quarto Stato, pintado en 1901, se le da un espacio propio.
En 2015 el museo recibió una importante donación de obras, incluyendo trabajos de Daniel Buren, Joseph Kosuth, Roy Lichtenstein, Robert Rauschenberg, Robert Rauschenberg, Frank Stella y Andy Warhol única.

## Obras destacadas
- Giuseppe Pellizza: Il Quarto Stato, 1901
- Giacomo Balla: Ragazza che corre sul balcone, 1912
- Umberto Boccioni: L'Homme en mouvement, 1913
- Vasili Kandinski: Composition, 1916
- Amedeo Modigliani: Ritratto di Paul Guillaume (Modigliani Milano), 1916
- Giorgio Morandi:' 'Natura morta con mezzo manichino di terracotta, 1919
- Giorgio de Chirico: Il figlio prodigo, 1922
- Lucio Fontana:  Soffitto spaziale, 1956
- Piero Manzoni: Merda d'Artista, 1961
- Salvatore Garau:  Compositions, 1995

## Instalaciones
El museo cuenta con una librería y un restaurante-bar en la planta superior, con vistas a la Piazza del Duomo.

## Otras lecturas
- Museo del Novecento: La colección , de 2010, AAVV. (Edición en lengua italiana)
- Wikimedia Commons alberga una categoría multimedia sobre Museo del Novecento.

- Datos: Q261233
- Multimedia: Museo del Novecento (Milan) / Q261233